# 挖子尾自然保留區
挖子尾自然保留區位於臺灣新北市八里區，是依據《文化資產保存法》，為保存紅樹林及其生態系而設立的自然保留區。此區位在淡水河口左岸，因為入海口地形彎曲，被稱作「挖仔」，又位於淡水河道最後的轉彎處，於是將此處稱為「挖仔尾」。
當地早期為平埔族墾殖區域，閩南人移入後逐漸集結成挖子尾聚落，昔有以撈取文蛤、捕捉魩仔魚、鰻苗等為生，今日保留區內仍保有部分傳統漁撈作業，裸灘地上可見停泊船隻 。近年新北市政府建有八里水岸步道連結週邊並規劃自行車道，使該處成為當地景點之一。保留區的水筆仔紅樹林有4–6年週期的成長與萎縮交替現象，但整體仍有緩速增長趨勢。1987–2005年間其覆蓋面積平均年增0.08公頃，覆蓋率年增約0.98%。已記錄鳥類共31科98種，植群共計35科119種，另有17科21種的魚類以及7科23種的蟹類等多樣生物資源。